# Pteroptyx effulgens
Pteroptyx effulgens is een keversoort uit de familie glimwormen (Lampyridae). De wetenschappelijke naam van de soort werd voor het eerst geldig gepubliceerd in 1987 door Ballantyne.